# The School for Lovers
The School for Lovers è un film pornografico gay del 2006 diretto da Lucas Kazan.
Il film è basato sull'opera Così fan tutte, scritta da Wolfgang Amadeus Mozart con libretto di Lorenzo da Ponte. The School for Lovers racconta la storia di due coppie e di una proposta indecente.
Il film è interpretato da modelli internazionali (italiani, cechi, venezuelani, ungheresi e brasiliani) e ambientato in diverse location dell'Italia meridionale.

## Trama
Alfonso (interpretato da Jean Franko) scommette con i suoi amici Ferrando e Guglielmo sulla fedeltà dei rispettivi fidanzati, Dorino e Fiorino. Ferrando e Guglielmo insistono sulla fedeltà dei loro amati, così Alfonso si propone di testare entrambi.

## Premi
- GayVN Award 2007 - Miglior film straniero[1]
- GayVN Award 2007 - Miglior attore in film straniero (Jean Franko)[1]
- Grabby Award 2007 - Best International Video[1]
- Hard Choice Award - Most Passionate Sex (Roberto Giorgio & Karel Rok)[2]
- Maleflixxx Gold VOD Award 2007[3]